# Dirphia zeta
Dirphia zeta är en fjärilsart som beskrevs av Berg 1885. Dirphia zeta ingår i släktet Dirphia och familjen påfågelsspinnare. Inga underarter finns listade i Catalogue of Life.